# 東北経済連合会

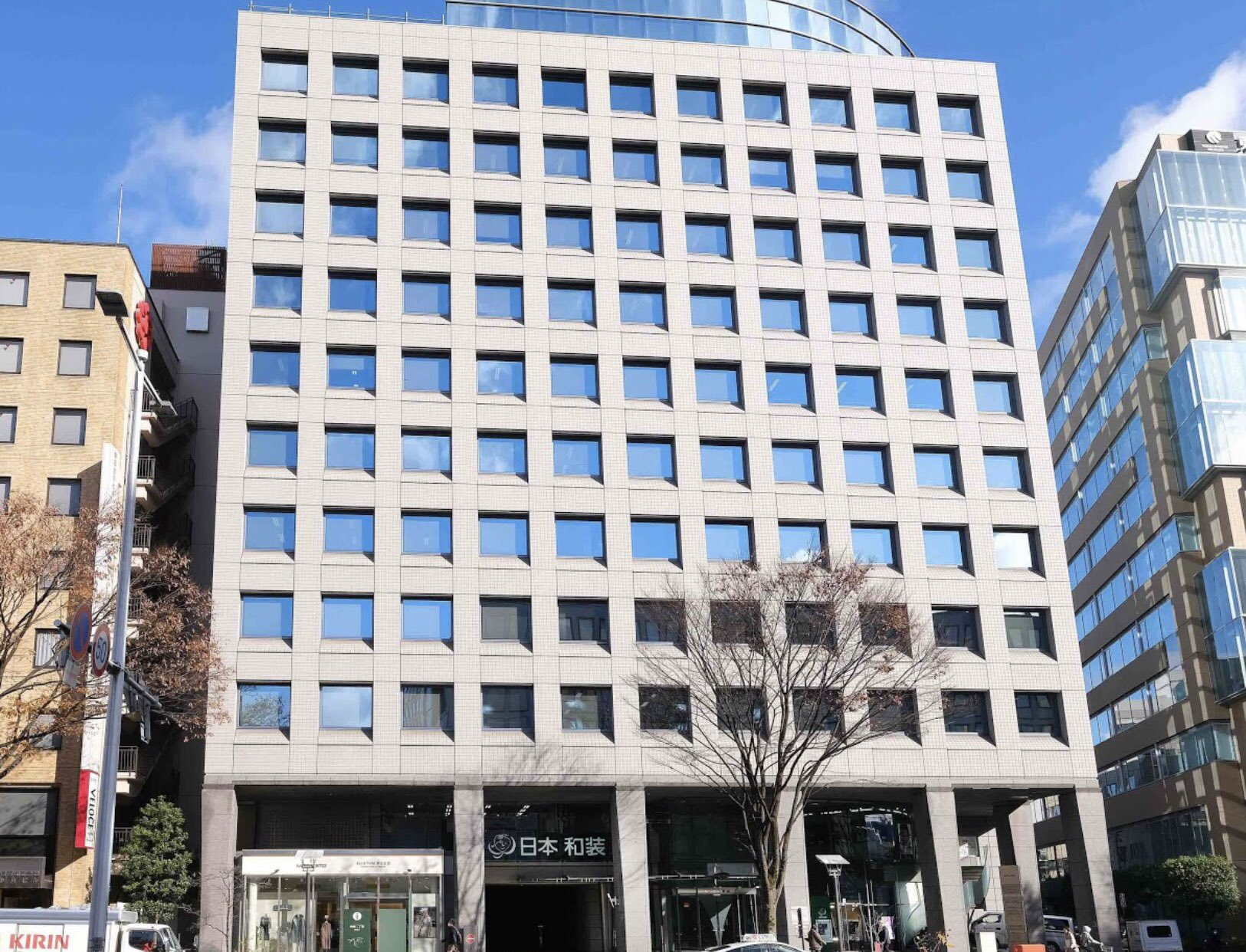
事務局が入居するセントレ東北

一般社団法人東北経済連合会（とうほくけいざいれんごうかい）は、東北電力を筆頭に東北・新潟地域を中心に本社または活動拠点を持つ主要企業・団体を会員とする経済団体。略称は東経連（とうけいれん）。英語表記は　Tohoku Economic Federation　(Tokeiren)。

## 概要
一般的に東北地域は青森・岩手・宮城・秋田・山形・福島の6県だが、同法人は歴史的な経緯や、経済上の結び付き、スケールメリット等の観点から新潟を含む7県を活動エリアとしている（→参考東北地方#定義域と名称）。
会員企業の意見を取りまとめ国や自治体へ提言するほか、個別企業支援や観光による地域活性化、官民による広域連携の推進等を行っている。
機関紙として「東経連」を発行。

## 所在地

### 事務局
宮城県仙台市青葉区中央2丁目9番10号（セントレ東北11階）

## 歴史

### 沿革
昭和
- 1966年、設立。

平成
- 1995年、東北地域創造的企業活動推進協議会発足。
- 1996年、社団法人となる。
- 2000年、東北新世紀ビジョン「ほくと七星構想」を発表。
- 2001年、東北ベンチャーランド推進センター設立 。
- 2003年、東北広域観光推進協議会設立。
- 2004年、東北インキュベーションファンド発足。
- 2006年、東経連事業化センター設立。

　　　　　　 東北グロースファンド発足。
- 2007年、東北観光推進機構設立。

　　　　　　　「2030年に向けた東北ビジョン」発表。
- 2011年、東経連ビジネスセンター設立。
- 2013年、一般社団法人に移行。

## 役員

### 歴代会長
会長は東北電力出身者が務めている。
出典：
- 初代会長：平井寛一郎
- 第2代会長：若林彊
- 第3代会長：玉川敏雄
- 第4代会長：明間輝行
- 第5代会長：八島俊章
- 第6代会長：幕田圭一
- 第7代会長：高橋宏明
- 第8代会長：海輪誠
- 第9代会長：増子次郎